# HTC–Highroad
Az HTC–Highroad  (UCI csapatkód: THR) (korábban Team Telekom, T-Mobile Team, Team High Road és Team HTC-Columbia) egy amerikai profi kerékpárcsapat volt, melyet a Columbia sportruházati cég támogatott. 2011 végén a csapat megszűnt.

## Keret (2011)
2011. január 1-jei állapot:
|     | Név              | Születésnap                  |
| --- | ---------------- | ---------------------------- |
| SUI | Michael Albasini | 1980. december 20. (44 éves) |
| DEN | Lars Bak         | 1980. január 16. (45 éves)   |
| IRL | Matt Brammeier   | 1985. június 7. (39 éves)    |
| GBR | Mark Cavendish   | 1985. május 21. (39 éves)    |
| GER | John Degenkolb   | 1989. január 7. (36 éves)    |
| AUT | Bernhard Eisel   | 1981. február 17. (44 éves)  |
| USA | Caleb Fairly     | 1987. február 19. (38 éves)  |
| BEL | Jan Ghyselinck   | 1988. február 24. (37 éves)  |
| AUS | Matthew Goss     | 1986. november 5. (38 éves)  |
| GER | Bert Grabsch     | 1975. június 19. (49 éves)   |
| GER | Patrick Gretsch  | 1987. április 17. (37 éves)  |
| AUS | Leigh Howard     | 1989. október 18. (35 éves)  |
| USA | Craig Lewis      | 1985. január 10. (40 éves)   |

|     | Név                  | Születésnap                    |
| --- | -------------------- | ------------------------------ |
| GER | Tony Martin          | 1985. április 23. (39 éves)    |
| USA | Danny Pate           | 1979. március 23. (45 éves)    |
| ITA | Marco Pinotti        | 1976. február 25. (49 éves)    |
| CZE | František Raboň      | 1983. szeptember 26. (41 éves) |
| DEN | Alex Rasmussen       | 1984. június 9. (40 éves)      |
| AUS | Mark Renshaw         | 1982. október 22. (42 éves)    |
| NZL | Hayden Roulston      | 1981. január 10. (44 éves)     |
| BLR | Kansztancin Szivszov | 1982. augusztus 9. (42 éves)   |
| LAT | Gatis Smukulis       | 1987. április 15. (37 éves)    |
| USA | Tejay van Garderen   | 1988. augusztus 12. (36 éves)  |
| SVK | Martin Velits        | 1985. február 21. (40 éves)    |
| SVK | Peter Velits         | 1985. február 21. (40 éves)    |

## Külső hivatkozások
Hivatalos oldal Archiválva 2020. szeptember 23-i dátummal a Wayback Machine-ben